# دوروثي أبلباي
دوروثي أبلباي (بالإنجليزية: Dorothy Appleby)‏ هي ممثلة أمريكية، ولدت في 6 يناير 1906 في بورتلاند في الولايات المتحدة، وتوفيت في 9 أغسطس 1990 في لونغ آيلند في الولايات المتحدة.

## وصلات خارجية
- دوروثي أبلباي على موقع IMDb (الإنجليزية)
- دوروثي أبلباي على موقع أول موفي (الإنجليزية)
- دوروثي أبلباي على موقع قاعدة بيانات الفيلم (الإنجليزية)